# Todo es Historia
Todo es Historia es una revista argentina de divulgación histórica. Fundada por el historiador Félix Luna en 1967, se publica mensualmente desde mayo de ese año, sin interrupciones. Se trata de la publicación sobre historia argentina más importante del país y una de las revistas culturales en castellano de más larga duración.
Desde 2018 dejó de venderse en kioscos para ser distribuida exclusivamente por suscripción tanto en su versión tradicional impresa como en su nuevo formato digital.

## Historia
Félix Luna imaginó la posibilidad de crear una revista de divulgación histórica en 1959, inspirado por la revista francesa Miroir de l'Histoire. Pero no fue hasta 1966 que el proyecto comenzó a tomar cuerpo. El motivo inmediato fue la instalación ese año de una dictadura militar autodenominada Revolución Argentina, que luego de derrocar al presidente radical Arturo Illia, disolvió los partidos políticos.
Luna, concibió entonces la revista como un sucedáneo de la actividad política prohibida por la dictadura de Juan Carlos Onganía.
Aunque esta medida fuera de relativa eficacia, era evidente que durante un tiempo mucha gente no tendría cauces para sus preocupaciones políticas. ¿Qué era, entonces, lo más aproximado a la política? La historia.
Félix Luna eligió como imagen para la primera tapa de la revista a Juan Manuel de Rosas, personaje central de la vida política del país y caudillo del Partido Federal en el siglo XIX, muy cuestionado por la historiografía oficial argentina, de orientación liberal.
Desde su primer número la editorial sentó una política de amplitud temática e ideológica para el abordaje de la historia argentina y la publicación de los artículos:

Contaremos la historia libremente, sin prejuicios de ninguna clase. Por eso no habrá exclusiones en nuestras páginas, ni de temas, ni de personajes, ni de épocas, ni de autores. No hay nada que no pueda ser dicho aquí, por prejuicios o reticencias.
Félix Luna, "Editorial", Todo es Historia, Nº 1, mayo de 1967.

Todo es Historia convocó a los más importantes historiadores de la Argentina, de todas las tendencias políticas e ideológicas. En los primeros números escribieron el propio Félix Luna bajo el seudónimo de Felipe Cárdenas, Osvaldo Bayer, León Benarós y otros. Luego se sumaron historiadores como Miguel Ángel Scenna, Juan Lucio Almeida, Salvador Ferla, Juan M. Vigo, las hermanas Jimena Sáenz y María Sáenz Quesada, Juan Carlos Vedoya, Francisco Hipólito Uzal, Horacio Sanguinetti, Roberto A. Ferrero, Guillermo Furlong, Roberto Etchepareborda, Ernesto J. Fitte, Luis Alén Lescano, Emilio Corbière, Felipe Pigna, Hugo Chumbita, Mabel Bellucci, Sergio Pujol y Rodolfo Terragno entre otros.
Entre 2009 y 2017 la dirigió María Sáenz Quesada acompañada por Felicitas Luna (editora), Eliana de Arrascaeta (secretaria de redacción) y Gregorio Caro Figueroa. Desde 2018 Eliana de Arrascaeta asume la dirección conservando el mismo staff.

### Programa de Televisión
En los años 80, la revista de Félix Luna hizo su versión televisiva que se emitió por Canal 11 en 1983, ATC en 1984 y Canal 13 en 1987.

## El origen del nombre
El nombre surgió de una ocurrencia de Nora Raffo, una redactora de la revista Folklore, de la que Félix Luna era el director. Este último ha relatado el modo en que surgió:

Un día, hablando con Nora Raffo, redactora de Folklore, le explicaba el problema:
- Tiene que ser un nombre corto, explicativo, de tres palabras como máximo incluyendo "Historia". Que el lector advierta a través del título que esta publicación no se va a ocupar solamente de la historia que figura en "los libros de historia". No vamos a tratar solamente de próceres, batallas o política. También hablaremos de crímenes y modas, de amores y motines, del submundo del arrabal y las luchas obreras. ¡De todo! Porque la historia es todo...
Y Nora, distraidamente acotó:
-¡Claro! Y todo es historia...
La miré fijo, sentí como un golpe en el plexo solar y le planté un beso. ¡Ya estaba bautizada nuestra revista!
Félix Luna.

## Eslogan y frase de cabecera
Luna eligió como frase de cabecera de la revista la siguiente oración de Cervantes, tomada del Quijote:

HISTORIA, émula del tiempo, depósito de las acciones, testigo de lo pasado, ejemplo y aviso de lo presente, advertencia de lo por venir...
Cervantes, Quijote , I. IX

Con el tiempo incluiría también el eslogan: "Todo es Historia, registra la memoria nacional".

## Contenido y diseño
Todo es Historia ha mantenido un formato similar desde su lanzamiento. Cada número se compone de un artículo principal destacado en la tapa y de otras notas de importancia así como de varias secciones fijas que van alternando su publicación.
Las secciones fijas han ido variando a través del tiempo como la "Carta del director" o "El desván de Clío" escrito por León Benarós.
Además, Todo es Historia ha publicado suplementos sobre temas especiales y suplementos estudiantiles, orientados a los contenidos escolares. Más de 2800 investigadores y 5500 artículos forman parte de su fondo editorial presentes en el Índice General del sitio web.
Por la variedad de temas y la seriedad de su tratamiento, los artículos de Todo es Historia son fuente de consulta permanente
para universitarios, periodistas y curiosos del pasado argentino.
La mayor parte de los artículos está referida a la historia argentina, pero también publica textos vinculados a hechos históricos correspondientes a otros países o acontecimientos no nacionales. Entre ellos se destacan los cuadernillos publicados en la primera década, que acompañaban cada número, bajo el título de "Todo es Historia en América y el Mundo", con informes dedicados al "Bogotazo", "Historia de la industria argentina", "Mar del Plata", "Historia de Canal 7", "Los negros" entre otros. 
Ha sido pionera en la publicación de temas históricos poco tratados en su momento: como la historia de las mujeres, la vida cotidiana, la industria, la tecnología, la ciencia, la historia de las colectividades, la historia social, de la música, la microhistoria y temas de la historia reciente; abordados con seriedad y respeto.

## Premios
En 1997, en ocasión de cumplirse 30 años de publicación ininterrumpida, la Fundación Konex entregó a la revista Todo es Historia, la Mención Especial de los Premio Konex en el rubro Comunicación y Periodismo, galardón que volvió a obtener en 2017.
Otros premios han sido: Mención de Honor Consejo Publicitario Argentino (1983); Cámara de Diputados de la Nación - Declarada de interés nacional (1992); Reconocimiento a la trayectoria cultural, Concejo Deliberante de la Ciudad de Buenos Aires (1996); Instituto de Investigaciones Históricas de Vicente López (1997); Fundación Memoria del Holocausto (2005); Liga de Madres de Familia Santa Clara de Asís (2000 y 2006); Santos Vega de Plata Historiadores (2007); Fundación Cultural Santiago del Estero. Premio a la trayectoria de Todo es Historia (2010); Premio por los 45 años de Trayectoria de Todo es Historia, otorgado por la Legislatura de la Ciudad Autónoma de Buenos Aires (2012).
Con motivo de los 50 años, en 2017 la Legislatura porteña distinguió a la revista por sus 598 números publicados ininterrumpidamente y el Senado de la Nación le otorgó una mención de Honor.